# .td

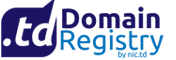
.td 域名注册局

.td為乍德國家及地區頂級域（ccTLD）的域名。該域名於1997 年 11 月 3 日啟用。截至 2017 年 7 月，共有 876 个 .td域名被注册。註冊該域名無需任何門檻，一般用戶可以申請該域名的三級域名。

## 外部連結
- IANA .td whois information（页面存档备份，存于）